# Patrimoni dell'umanità della Moldavia
I patrimoni dell'umanità della Moldavia sono i siti dichiarati dall'UNESCO come patrimonio dell'umanità in Moldavia, la quale è divenuta parte contraente della Convenzione sul patrimonio dell'umanità il 23 settembre 2002 con il nome ufficiale "Repubblica di Moldova".
Al 2020 un solo sito è iscritto nella Lista dei patrimoni dell'umanità: l'Arco geodetico di Struve, scelto nel 2005 in occasione della ventinovesima sessione del comitato del patrimonio mondiale e condiviso con altri nove stati. Due sono invece le candidature per nuove iscrizioni.

## Siti del Patrimonio mondiale
| Foto | Sito                     | Luogo | Tipo                         | Anno | Descrizione |
| ---- | ------------------------ | --- | ---------------------------- | ---- | --- |
|      | Arco geodetico di Struve | Rudi (condiviso con Bielorussia, Estonia, Finlandia, Lettonia, Lituania, Norvegia, Russia, Svezia, Ucraina) | Culturale (1187; ii, iv, vi) | 2005 | L'arco geodetico di Struve è una catena di triangolazioni geodetiche che vanno da Hammerfest in Norvegia al Mar Nero, attraversando 10 nazioni e per una lunghezza complessiva di circa 2.820 chilometri. Questa catena venne ideata e utilizzata dallo scienziato baltico-tedesco Friedrich Georg Wilhelm von Struve negli anni compresi fra il 1816 e il 1855 per determinare le esatte forme e dimensioni della Terra. All'epoca l'arco attraversava solamente due nazioni: la Svezia-Norvegia e l'Impero russo. L'arco originale consisteva in 258 triangoli principali con 265 punti della stazione principale. Il sito elencato comprende 34 dei punti della stazione originale, mediante segnali di diversi tipi: buchi scavati nelle rocce, croci di ferro, "ometti" di pietre, obelischi. In Moldova è presente un solo punto di segnalazione (in forma di cippo) presso il villaggio di Rudi. |

## Siti candidati
| Foto | Sito                                           | Luogo     | Tipo                    | Anno       | Descrizione |
| ---- | ---------------------------------------------- | --------- | ----------------------- | ---------- | --- |
|      | I tipici suoli crernozem della steppa di Bălți | Bălți     | Misto (5647; v, ix, x)  | 19/09/2011 | La proprietà comprende cinque esperimenti sul campo a lungo termine sul terreno tipico di chernozem nella steppa di Bălți. Il chernozem della steppa Balti è strettamente associato alla fondazione della pedologia di Vasilij Vasil'evič Dokučaev alla fine del XIX secolo; ha descritto il suolo di questa località come "di prima classe" e tipico per il suo grande spessore, struttura e stock di humus. Durante l'ultimo secolo e mezzo, sotto un'agricoltura sempre più industriale, i suoli di chernozem hanno subito cambiamenti profondi ma in gran parte inosservati che minacciano la stabilità dell'intero agroecosistema. I dati accumulati dagli esperimenti a Bălți dimostrano l'influenza negativa delle attività umane sulla produttività e la funzionalità ecologica di chernozem e, inoltre, i modi in cui questa funzionalità e fertilità possono essere ripristinate. Gli attuali esperimenti sul campo sono stati stabiliti per un massimo di 50 anni; tre risalgono all'era della Rivoluzione verde, che dipendeva dagli input da fonti di energia non rinnovabili e dai loro derivati (fertilizzanti minerali, erbicidi e pesticidi). Gli altri due esperimenti sono stati avviati più di recente per trovare modi per un'agricoltura più sostenibile. Tutti gli esperimenti sono componenti del programma di ricerca del Dipartimento di Sistemi di Agricoltura Sostenibile presso il Selectia Research Institute of Field Crops.                                                       |
|      | Paesaggio archeologico di Orheiul Vechi        | Trebujeni | Culturale (6220; ii, v) | 22/02/2017 | Il paesaggio archeologico di Orheiul Vechi si trova lungo la gola del corso inferiore del fiume Răut, in una posizione estremamente strategica, grazie alla sua forma ad anfiteatro semicircolare definito dalle sponde ripide e alte del Răut. Il paesaggio è straordinariamente bello a causa della sua geomorfologia molto insolita, e i suoi dintorni sono ricchi di risorse di sussistenza e di materiali da costruzione. Il paesaggio offre eccellenti condizioni difensive naturali, mentre il Răut e i suoi affluenti assicurano il collegamento con il Mar Nero, dove fiorì il commercio della martora sin dal V millennio a.C. Questo è il motivo per cui, sin dalla preistoria, gli esseri umani in gran numero sono stati attratti dalla zona, come dimostra la densità di prove archeologiche, insolitamente alta nel territorio. La ricerca archeologica ha portato alla luce molti insediamenti ben conservati che spaziano dal tardo Paleolitico all'età del rame (cultura Cucuteni, circa 4500 - 4000 a.C.), un altro risale alla prima età del ferro (cultura Chişinău-Corlăteni, circa 1200 - 900 a.C.). Nello stesso luogo sono stati trovati siti della media età del ferro (cultura Getaea, circa 400-200 a.C.), della tarda età del ferro (cultura Poieneşti-Lucaşeuca, circa 200-100 a.C.) e dell periodo altomedievale (circa 500 - 1300 d.C.). Le tracce meglio conservate appartengono a due insediamenti urbani medievali (ca. 1300 - 1550) situati in cima al promontorio "Peştera". |